# Traveller (musikalbum)
Traveller är det tionde studioalbumet av det norska heavy metal-bandet Jorn och gavs ut 2013 av skivbolaget Frontiers Records.

## Låtlista
1. "Overload" (Jørn Lande) – 5:21
2. "Cancer Demon" (Lande) – 4:28
3. "Traveller" (Lande/Trond Holter) – 5:38
4. "Window Maker" (Lande/Espen Mjøen) – 4:26
5. "Make Your Engine Scream" (Lande/Holter) – 4:12
6. "Legend Man" (Lande/Mjøen) – 4:01
7. "Carry the Black" (Lande/Holter) – 6:09
8. "Rev On" (Lande/Holter) – 4:43
9. "Monsoon" (Lande/Jimmy Iversen) – 4:20
10. "The Man Who Was King" (Lande/Holter) – 5:52

Bonusspår på Japan-utgåvan
1. "Arctic Night" (instrumental) – 3:46

## Medverkande
Musiker (Jorn-medlemmar)
- Jørn Lande – sång
- Jimmy Iversen – gitarr
- Willy Bendiksen – trummor
- Trond Holter – sologitarr
- Bernt Jansen – basgitarr

Bidragande musiker
- Espen Mjøen – basgitarr (spår 2, 4, 6, 9, 10)
- Tommy Hansen – keyboard

Produktion
- Jørn Lande – producent
- Trond Holter – producent
- Tommy Hansen – ljudtekniker, ljudmix, mastering
- Espen Mjøen – ljudtekniker
- Felipe Machado Franco – omslagsdesign, omslagskonst
- Christine Lande – foto